# Gunung Obor
Gunung Obor är ett berg i Indonesien.   Det ligger i provinsen Aceh, i den västra delen av landet, 1 400 km nordväst om huvudstaden Jakarta. Toppen på Gunung Obor är 599 meter över havet.
Terrängen runt Gunung Obor är lite bergig, och sluttar västerut. Runt Gunung Obor är det ganska glesbefolkat, med 40 invånare per kvadratkilometer. I omgivningarna runt Gunung Obor växer i huvudsak städsegrön lövskog.